# 케플러 인풋 카탈로그
케플러 인풋 카탈로그(Kepler Input Catalog, KIC)는 공개적으로 검색이 가능한 케플러 스펙트럼 분류 프로그램(SCP)과 케플러 우주망원경에 사용되는 거의 13.2 백만개의 타겟들의 데이터베이스이다.

## 개요
케플러 SCP 타겟들은 2MASS 프로젝트뿐만 아니라 griz 필터와 같은 슬로 필터 등으로 관찰된다. 케플러 우주망원경이 일부만(약 카탈로그 전체의 1/3)을 관찰할 수 있으므로 케플러 인풋 카탈로그는 단일로 케플러 타겟을 찾기 위해 사용되지 않는다. 전체 카탈로그에는 21 광도의 13.2 만개 정도의 타겟이 있지만 단지 6.5에서 4.5 백만개만이 케플러 우주망원경의 센서에 잡힌다.
KIC은 우주선의 시점을 위한 몇 개의 종합적인 스타 카탈로그 중 하나다. KIC는 당시 선택된 타겟의 충분한 깊이와 존재하는 정보를 제공하는 카탈로그가 없었기 때문에 만들어졌다. 이 카탈로그에는 다음이 포함된다. "질량, 반경, 기온, 로그 (g), 금속성, 그리고 성간 적화 소멸"니다.
KIC의 카탈로그 항목의 한가지 예는 KIC#10227020이다. 이 별에 대한 트랜짓 신호를 감지하면서, 이것은 케플러의 관심 개체가 되었고, KOI-730으로 명명되었다.
케플러 인풋 카탈로그의 모든 별들이 확인된 행성들과 함께 케플러 관심 개체로 명명되진 않는다. 그 이유는 때때로 트랜짓 신호들이 케플러 팀에 의해 만들어지지 않은 천문대에서 감지되기 때문이다. 그 중 하나가 케플러-78b이다.
플래닛 헌터스에 의해 지정된 일반적이지 않은 KIC 8462852의 광도곡선이 (TYC 3162-665-1 및 2MASS J20061546+4427248로 명명되었다.) 외계 문명의 다이슨 구가 아닐까하는 추측을 낳았다.

## 같이 보기
- 케플러의 관심 개체 (KOI)
- 허블 가이드 스타 카탈로그
- KIC 8462852